# Apolonia Klepacz
Apolonia Weronika Klepacz z domu Kacalska (ur. 13 stycznia 1952 w Lublińcu) – polska polityk, doktor nauk technicznych, wicewojewoda opolski (1997), senator V kadencji.

## Życiorys
W 1975 ukończyła studia na Wydziale Mechanicznym Technologicznym Politechniki Śląskiej w Gliwicach; pracowała jako nauczyciel akademicki w Wyższej Szkole Inżynierskiej w Opolu, następnie na Uniwersytecie Opolskim (na Wydziale Przyrodniczo-Technicznym). W 1990 obroniła dyplom doktora nauk technicznych na Politechnice Wrocławskiej.
W latach 1995–1996 była dyrektorem Wydziału Rozwoju Miasta w Urzędzie Miasta w Opolu. W 1997 została mianowana wicewojewodą opolskim, w 1998 przeszła do pracy w spółce Lobbe Opole, zajmującej się gospodarką odpadami i budownictwem drogowym (była tam zastępcą prezesa). W latach 1998–2001 pełniła mandat radnej w sejmiku opolskim.
Należy m.in. do Ligi Kobiet Polskich (której była przewodniczącą), Stowarzyszenia „Promocja Przedsiębiorczości”, Stowarzyszenia „Modernizacja Szkoły Podstawowej nr 13” w Opolu. Z ramienia Sojuszu Lewicy Demokratycznej została we wrześniu 2001 wybrana do Senatu w okręgu opolskim, brała udział w pracach Komisji Ochrony Środowiska oraz Komisji Samorządu Terytorialnego i Administracji Państwowej. W 2005 nie została ponownie wybrana, od 2006 do 2010 ponownie była radną sejmiku (w 2010 nie uzyskała reelekcji, w 2014 także nie została wybrana). W 2009 i 2014 bez powodzenia kandydowała do Parlamentu Europejskiego, a w 2011 do Sejmu. W 2018 wystartowała z ramienia koalicji SLD Lewica Razem na urząd prezydenta Opola, uzyskując 1020 głosów (1.87%).
W 1997 otrzymała Srebrny Krzyż Zasługi.

## Życie prywatne
Zamężna, ma dwie córki (Ewę i Małgorzatę).